# Carlos Oscar Uebel
Carlos Oscar Uebel (* 5. Juni 1948 in São Leopoldo, Rio Grande do Sul, Brasilien) ist ein brasilianischer Facharzt für Plastische und Ästhetische Chirurgie. Internationale Anerkennung erlangte er u. a. aufgrund seiner wissenschaftlichen Beiträge und operativen Entwicklungen zur Rekonstruktion der menschlichen Kopfbehaarung, der ästhetischen Körperformung und Gesichtsverjüngung.

## Leben und Werk
Carlos Oscar Uebel wurde als jüngster Sohn deutschstämmiger Eltern, des Unternehmers Nilo Uebel und seiner Ehefrau Lilly (†), in der Stadt São Leopoldo, in Rio Grande do Sul, dem südlichsten Bundesstaat Brasiliens, geboren.
Er studierte zwischen 1967 und 1972 Humanmedizin an der Universidade Federal do Rio Grande do Sul (UFRGS), Brasilien. Nach Weiterbildungen in Allgemeinchirurgie, Unfallmedizin, Handchirurgie und rekonstruktiver Chirurgie an der „Universidade Federal do Rio Grande do Sul“ (UFRGS), Brasilien und im „Hospital Beneficiência Portuguesa“ in Porto Alegre, Rio Grande do Sul, Brasilien (1973 bis 1975), spezialisierte er sich zum Facharzt für Plastische und Ästhetische Chirurgie an der weltweit bekannten Abteilung von Ivo Pitanguy an der „Pontifícia Universidade Católica“ (PUC-RIO) in Rio de Janeiro, Brasilien. Neben seiner langjährigen stationären Tätigkeit, u. a. in den Krankenhäusern „Moinhos de Vento“ (HMV) und „São Lucas da Pucrs“ (HSL-PUCRS), Porto Alegre, RS, Brasilien, ist Carlos O. Uebel seit 1988 Direktor der Privatklinik „Clínica de Cirurgia Plástica Uebel Ltda“. Als Mitglied des akademischen Lehrkörpers des Universitätskrankenhauses „Hospital São Lucas da Pucrs“ (HSL-PUCRS) obliegt ihm in der Funktion eines Präzeptors und Dozenten seit 1997 die Mitverantwortung für die plastisch-chirurgische Aus- und Weiterbildung zahlreicher Studenten und Assistenzärzte.
Nach erfolgreicher Habilitation wurde Carlos Oscar Uebel im Jahre 2006 von der Päpstlichen Katholischen Universität von Rio Grande do Sul zum Professor für Plastische und Ästhetische Chirurgie ernannt.
Verschiedene Operationsverfahren und -techniken, die heutzutage selbstverständliche Elemente des plastisch-chirurgischen Behandlungsarmamentariums sind, wurden von Carlos Oscar Uebel teilweise erstmals beschrieben, teilweise weiterentwickelt und perfektioniert. Seine Interessen und Forschungsinhalte beschränkten sich dabei nicht nur auf die makroskopisch-physische Behandlungsebene, sondern beinhalteten auch Themen der zellbiologischen Grundlagenforschung.
Seit dem Jahr 2000 richtet Carlos Oscar Uebel in jährlichem Rhythmus das „Internationale Symposium der Plastischen Chirurgie“ aus. Nicht zuletzt aufgrund der Präsenz ausgesuchter hochkarätiger Spezialisten und Experten der plastisch-chirurgischen Kunst, Wissenschaft, Forschung und Praxis, hat sich dieses Zusammentreffen mittlerweile als feste Größe auf dem internationalen Kongresskalender etabliert.
Carlos Oscar Uebel ist mit der Universitätsprofessorin für Krankenpflegewissenschaften Walderez Spencer verheiratet und hat mit ihr zwei Kinder.

## Auszeichnungen und Mitgliedschaften (Auswahl)
- 1984/1985: Präsident des Landesverbandes Rio Grande do Sul (RS) der Brasilianischen Gesellschaft für Plastische Chirurgie (Sociedade Brasileira de Cirurgia Plástica)
- 1992:  Verleihung der Dieffenbach-Medaille durch die „Vereinigung der Deutschen Plastischen Chirurgen“ (VDPC)
- 1994: Gründungsmitglied der „International Society of Hair Restoration Surgery“ (ISHRS)
- 1996: Certificate of Excellence and worldwide reference für die beste Publikation als korrespondierendes Mitglied: “Hair Restaurationen: Was ist neu?” von der „American Society for Aesthetic Plastic Surgery“ (ASAPS)
- 1996/1997: National Secretary der „International Society for Aesthetic Plastic Surgery“ (ISAPS)
- 1999: Ehrenpräsident der “Sociedade Latinoamericana Del Pelo”
- 2004: Direktor des Mitgliedskomitees der ISAPS
- 2005: Best Scientific Presentation (ISAPS, ASAPS, ASERF)
- 2006: Mitglied der „Deutschen Gesellschaft der Plastischen, Rekonstruktiven und Ästhetischen Chirurgen“ (DGPRÄC)
- 2007: Verleihung der „Höhlernadel“ von der Vereinigung der Deutschen Ästhetisch-Plastischen Chirurgen (VDÄPC)
- 2008: 1. Vizepräsident der „International Society for Aesthetic Plastic Surgery“ (ISAPS)
- 2008/2009:  1. Vizepräsident der Brasilianischen Gesellschaft für Plastische Chirurgie „Sociedade Brasileira de Cirurgia Plástica“ (SBCP)
- 2010: Revisor der Fachzeitschrift AESTHETIC PLASTIC SURGERY, (ISAPS)
- 2012/2014: Präsident der „International Society for Aesthetic Plastic Surgery“ (ISAPS)

## Veröffentlichungen
- Hair Restoration – Micrografts and Flaps. São Paulo/SP (Brasilien) Gráfica Editora, 2001. ISBN 85-902185-1-1